# Sävsångare
Sävsångare (Acrocephalus schoenobaenus) är en fågel som tillhör familjen rörsångare (Acrocephalidae) som tidigare var en del av den numera uppdelade familjen sångare. Fågeln förekommer i våtmarker i stora delar av Europa och vidare österut till Centralasien. Den påträffas även i fjälltrakterna där den påträffas i videsnår. Vintertid flyttar den till Afrika söder om Sahara. Globalt anses beståndet vara livskraftigt. 

## Utseende och läte
Sävsångaren är en medelstor sångare som mäter 11,5–13 centimeter på längden, har ett vingspann på 17–21  centimeter och en vikt på cirka  10–15 gram. Den adulta fågeln har en kraftigt streckad brungrå rygg och ljus gulaktig undersida. Pannan är platt med ett framträdande gulbeiget ögonbrynstreck, svart hjässidesband och ett brunsvart centralt hjässband. Strupen är vitaktig och näbben är kraftig och spetsig. Könen är lika, som hos de flesta sångare, men ungfåglar är fläckade på bröstet.
Dess sång är mycket omväxlande och består av ett snabbt, tjattrande jirra-jirra-jirra som avbryts av typiska visslingar och härmljud.

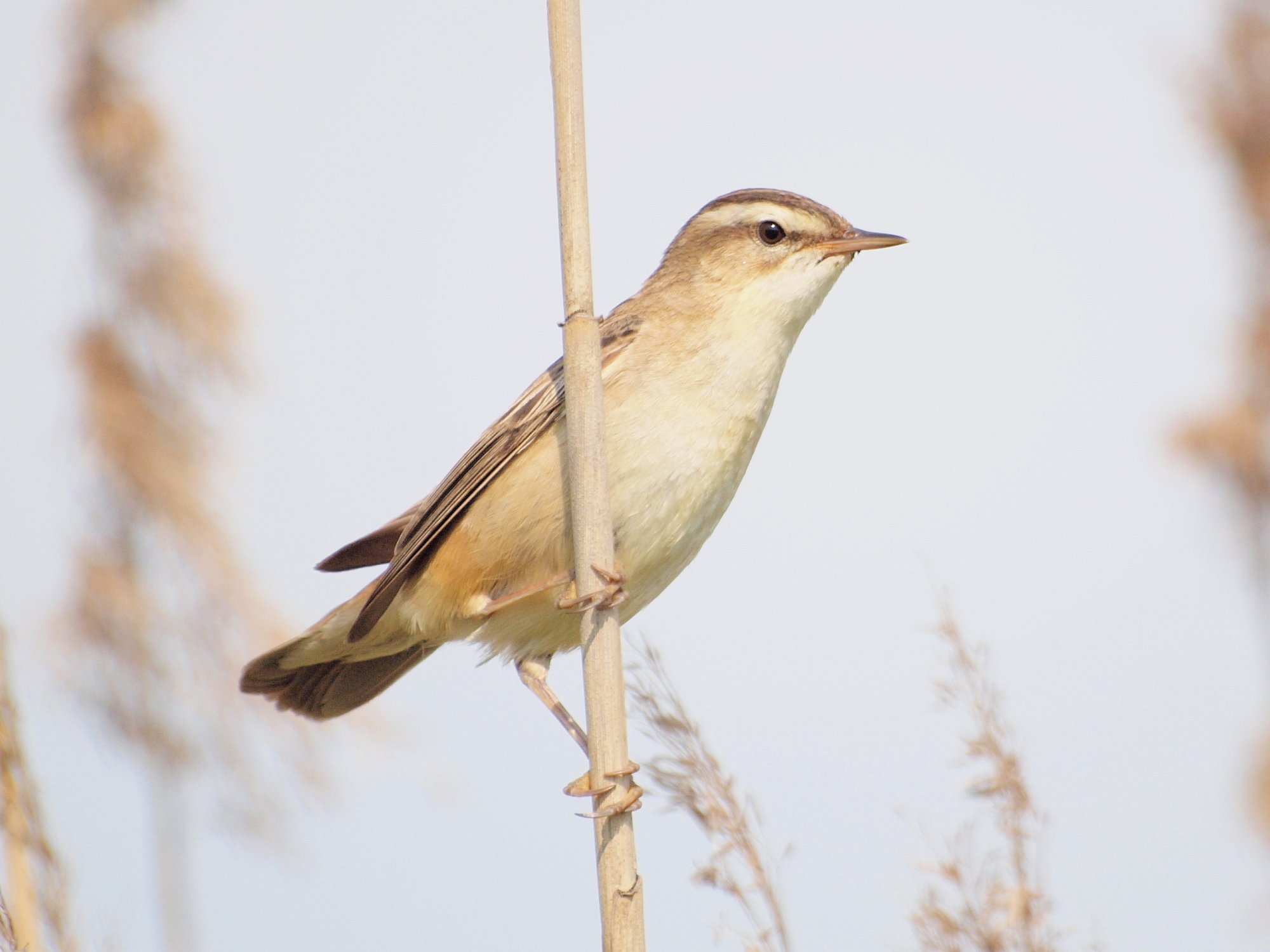
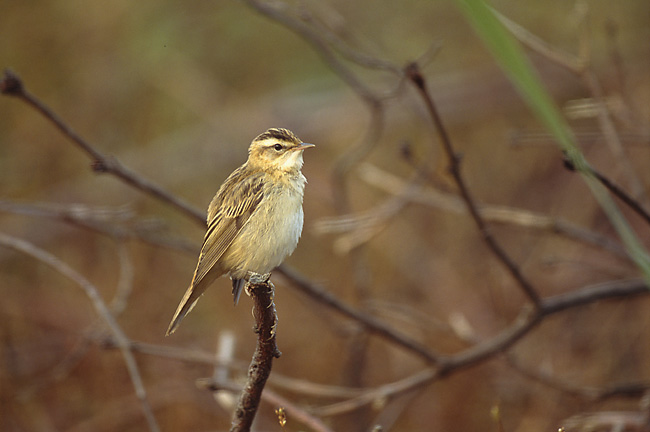
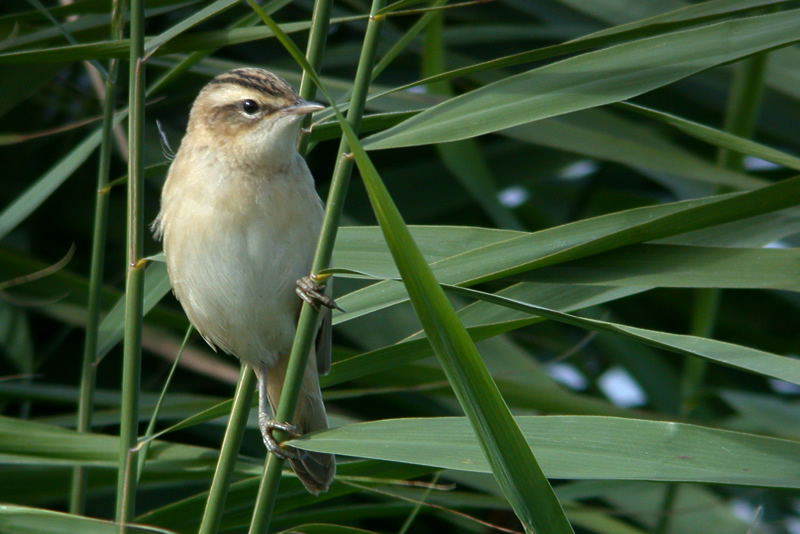
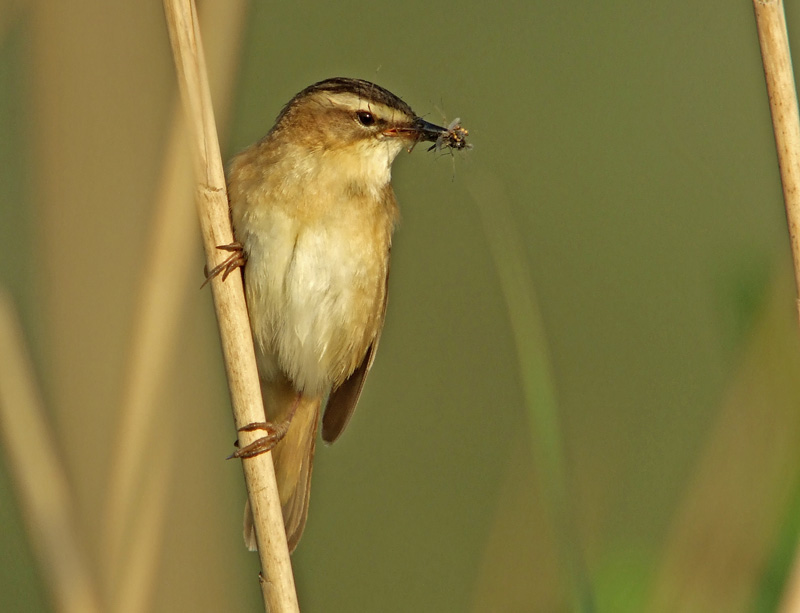
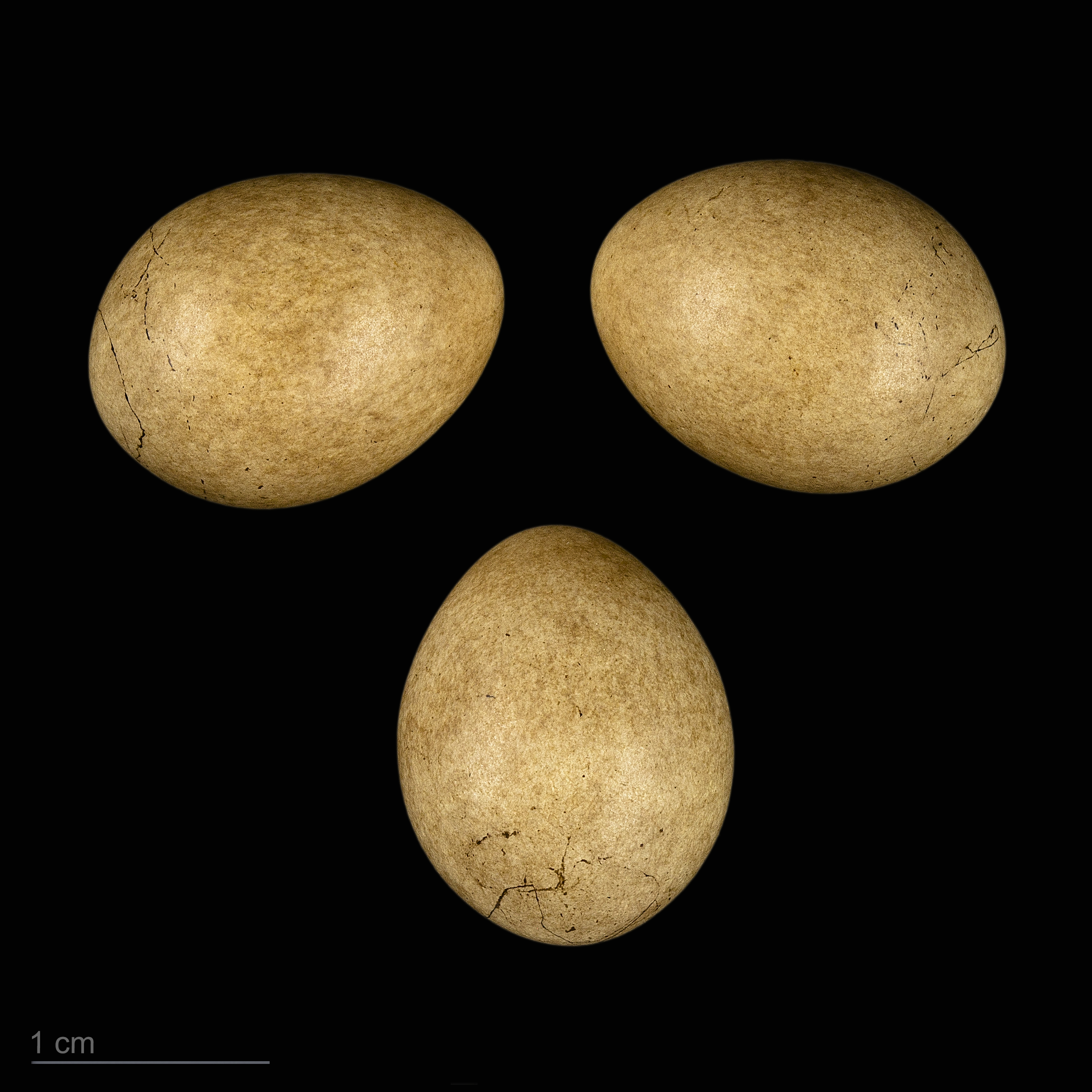
Acrocephalus schoenobaenus

## Utbredning och systematik
Sävsångaren häckar i nästan hela Europa (utom i sydväst och de mesta av de södra delarna). Den återfinns även vidare österut till västra Sibirien (till Jenisej), Turkiet, Kaukasus och Kazakstan. Den har även nyligen konstaterats häcka i Irak. Arten är en flyttfågel som övervintrar i Afrika söder om Sahara. Under flyttningen ses den i stora delar av södra Europa, norra Afrika och Mellanöstern. Den flyttar i augusti–oktober och återkommer till sina häckningsplatser i maj. Tillfälligt har den påträffats på Azorerna, Madeira, Island, Färöarna och Svalbard.

### Systematik
Sävsångaren behandlas som monotypisk, det vill säga att den inte delas upp i några underarter. Den bildar en grupp med fyra andra strimmiga sångare: kaveldunsångare (A. melanopogon), vattensångare (A. paludicola), svartbrynad rörsångare (A. bistrigiceps) och troligen även streckad rörsångare (A. sorghophila).  Arten har hybridiserat med såväl kärrsångare som rörsångare

### Familjetillhörighet
Tidigare fördes rörsångarna liksom ett mycket stort antal andra arter till familjen Sylviidae, tidigare kallad rätt och slätt sångare. Forskning har dock visat att denna gruppering är missvisande, eftersom då även välkända och mycket distinkta familjer som svalor, lärkor och stjärtmesar i så fall bör inkluderas. Sävsångaren med släktingar har därför brutits ut till familjen rörsångare (Acrocephalidae).

### Förekomst i Sverige
I Sverige förekommer den i stora delar av landet i två utbredningsområden, dels i södra och mellersta Sverige samt vidare upp utmed Norrlandskusten, dels i fjälltrakterna.

## Ekologi
Sävsångaren påträffas i vassnår med buskar i våtmarker. I fjällen brukar den hålla till i fuktiga videsnår. Sävsångaren blir könsmogen efter ett år. Honan lägger oftast fem eller sex ägg i ett rede nära marken i tät vass eller en buske. Föräldrarna, mestadels honan, ruvar i cirka 14 dagar och ungarna blir sedan flygfärdiga efter 13 till 14 dagar. En sävsångare kan bli upp till sju år gammal. Liksom de flesta sångare livnär den sig på insekter, men äter även bär och tillfällig andra växtdelar.

## Sävsångaren och människan

### Status och hot
Arten har ett stort utbredningsområde och en stor population med stabil utveckling. Utifrån dessa kriterier kategoriserar IUCN arten som livskraftig (LC). Populationen i Europa uppskattas till 3,8–6,45 miljoner häckande par, vilket innebär en population på 7,6–12,9 miljoner vuxna individer. Europa utgör 50–74 % av artens globala utbredningsområde, vilket preliminärt innebär att den globala populationen uppgår till 12,75–21,5 miljoner individer.
Nedgångar i europeiska bestånd har förklarats med allvarlig torka i övervintringsområdena i Västafrika.
Även i Sverige anses beståndet livskraftigt, men den tros minska i antal.

### Namn
Sävsångaren beskrevs vetenskapligt av Carl von Linné 1758 i tionde utgåvan av Systema Naturae. Fågeln har på svenska också kallats sävstig och sävstigare, varifrån det vetenskapliga namnet schoenobaenus är en direköversättning, en sammansättning av grekiska σχοινος skhoinos för "säv" eller "vass" och βαινω bainō, "att gå".